# Liste der Baudenkmäler in Horstmar
Die Liste der Baudenkmäler in Horstmar enthält die denkmalgeschützten Bauwerke auf dem Gebiet  in Nordrhein-Westfalen (Stand: Oktober 2011). Diese Baudenkmäler sind in der Denkmalliste  eingetragen; Grundlage für die Aufnahme ist das Denkmalschutzgesetz Nordrhein-Westfalen (DSchG NRW).

Baudenkmäler sind „Denkmäler, die aus baulichen Anlagen oder Teilen baulicher Anlagen bestehen“. Die Denkmalliste der Kleinstadt Horstmar (Kreis Steinfurt) umfasst 65 Baudenkmäler, darunter 24 Kleindenkmäler, elf Wohnhäuser, neun landwirtschaftliches Gebäude, acht Kirchen oder Kapellen, sechs Burg- oder Wehranlagen, drei technische Denkmale und je ein Adelssitz, Friedhof, Infrastrukturbauwerk und öffentliches Gebäude.

## Baudenkmäler
Die Liste umfasst falls vorhanden eine Fotografie des Denkmals, als Bezeichnung falls vorhanden den Namen, sonst kursiv den Gebäudetyp, die Ortschaft in der das Baudenkmal liegt und die Adresse, falls bekannt die Bauzeit, das Datum der Unterschutzstellung und die Eintragungsnummer der unteren Denkmalbehörde der Kleinstadt Horstmar. Der Name entspricht dabei der Bezeichnung durch die untere Denkmalbehörde der Kleinstadt Horstmar. Abkürzungen wurden zum besseren Verständnis aufgelöst, die Typografie an die in der Wikipedia übliche angepasst und Tippfehler korrigiert.
| Bild                          | Bezeichnung                                                        | Lage                                 | Beschreibung | Bauzeit                                                                                     | Eingetragen seit | Denkmal- nummer |
| ----------------------------- | ------------------------------------------------------------------ | ------------------------------------ | --- | ------------------------------------------------------------------------------------------- | ---------------- | --------------- |
| BW                            | Bürgerhaus                                                         | Schöppinger Straße 18 Karte          | | 19. Jahrhundert                                                                             | 24.01.1985       | A/01            |
| Borchorster Hof (Morrienshof) | Borchorster Hof (Morrienshof)                                      | Südring 2 Karte                      | zweigeschossiger Backsteinbau eingeschossiger Anbau zweigeschossige Nebengebäude                                                                         | 1520/1530 (Hauptgebäude, Nebengebäude) 1540/1550 (Anbau)                                    | 28.01.1985       | A/02            |
| weitere Bilder                | katholische Pfarrkirche St. Cosmas und Damian                      | Leer Kirchplatz 5 Karte              | einschiffige, frühgotische Kirche | 1920er Jahre (Anbau)                                                                        | 08.02.1985       | A/03            |
| weitere Bilder                | Wasserburg Haus Alst                                               | Alst 1 Karte                         | zweigeschossiger Bau in Specklage mit dreigeschossigem Turm Torhaus Brücken                                                                              | 1625 (Hauptgebäude) 19. Jahrhundert (Torhaus) 18. Jahrhundert (Brücke)                      | 14.03.1985       | A/04            |
| weitere Bilder                | historisches Rathaus                                               | Münsterstraße 1 Karte                | zweigeschossiger Renaissancebau unter Krüppelwalmdach | 16. Jahrhundert                                                                             | 21.02.1985       | A/05            |
| BW                            | Valkenhof                                                          | Schöppinger Straße 13 Karte          | Backsteingebäude | 1582                                                                                        | 13.05.1985       | A/06            |
| weitere Bilder                | Sendenhof                                                          | Schloßstraße 15 Karte                | Bruchstein-/Fachwerkbau Burgtor zweigeschossiger Backsteinflügel einstöckiges Bruchsteingebäude                                                          | um 1760 (Umbau Bruchstein-/Fachwerkbau) 1756/1763 (Flügel) 1767 (Bruchsteingebäude)         | 29.01.1985       | A/07            |
| BW                            | Fachwerkkotten                                                     | Schagern 23 Karte                    | |                                                                                             |                  | A/08            |
| weitere Bilder                | Merveldter Hof                                                     | Gossenstraße 10–12 Karte             | zweiflügelige Anlage | 1561                                                                                        | 24.04.1985       | A/09            |
| BW                            | Bavings Kapelle                                                    | Haltern Karte                        | | 1890                                                                                        | 27.05.1986       | A/10            |
| BW                            | Bürgerhaus                                                         | Münsterstraße 10 Karte               | eingeschossiges Bürgerhaus mit Putzornamentik in Neurenaissanceformen                                                                                    | 17./18. Jahrhundert                                                                         | 27.03.1987       | A/11            |
| BW                            | Inschriftenstein                                                   | Schöppinger Straße 9 Karte           | eingemauerter Sandstein | 1728                                                                                        | 14.05.1987       | A/12            |
| BW                            | Kreuzwegstation Nr. 1                                              | Leer Burgsteinfurter Straße 8 Karte  | Standort Kindergarten | zweite Hälfte des 19. Jahrhunderts                                                          | 26.08.1988       | A/13            |
| BW                            | Kreuzwegstation Nr. 2                                              | Leer Burgsteinfurter Straße Karte    | Standort Alter Friedhof | 1870–1910                                                                                   | 26.08.1988       | A/14            |
| BW                            | Kreuzwegstation Nr. 3                                              | Leer Burgsteinfurter Straße Karte    | Standort Alter Friedhof | 1870–1910                                                                                   | 26.08.1988       | A/15            |
| BW                            | Kreuzwegstation Nr. 4                                              | Leer Haltern Karte                   | Standort „Brewing“ | 1870–1910                                                                                   | 26.08.1988       | A/16            |
|                               | Kreuzwegstation Nr. 5                                              | Leer                                 | Standort „Brewing“ |                                                                                             |                  | A/17            |
|                               | Kreuzwegstation Nr. 6                                              | Leer                                 | Standort „Brewing“ | zweite Hälfte des 19. Jahrhunderts                                                          |                  | A/18            |
| BW                            | Kreuzwegstation Nr. 7                                              | Leer Am Bach Karte                   | | zweite Hälfte des 19. Jahrhunderts                                                          |                  | A/19            |
| BW                            | Bürgerhaus                                                         | Königstraße 8 Karte                  | eingeschossiges, klassizistisches Massivhaus unter Satteldach                                                                                            | erste Hälfte des 19. Jahrhunderts                                                           |                  | A/20            |
| BW                            | Fachwerkspeicher                                                   | Niedern 14 Karte                     | Fachwerkspeicher unter Satteldach | 1716                                                                                        | 21.09.1989       | A/21            |
| BW                            | historische Vermessungsmarke                                       | Kirchplatz Karte                     | an der Turmsüdseite Kirche St. Gertrudis Horstmar | 1895                                                                                        | 16.10.1989       | A/22            |
| Münsterhof                    | Münsterhof                                                         | Münsterstraße 16 Karte               | zweigeschossiges Herrenhaus | Anfang des 16. Jahrhunderts Mitte des 16. Jahrhunderts (Umbau) 1613 (zweite Bauphase)       | 07.11.1989       | A/23            |
| BW                            | Fachwerkspeicher „Backhues“                                        | Niedern 16 Karte                     | zweigeschossiges Fachwerkgebäude unter Satteldach | zweite Hälfte des 19. Jahrhunderts                                                          | 30.03.1990       | A/24            |
| BW                            | Bildstock Schagern                                                 | Schagern 45 Karte                    | Sandsteinbildstock | 1760–1780                                                                                   | 06.08.1990       | A/25            |
| weitere Bilder                | St. Gertrudis Kirche                                               | Horstmar Schöppinger Straße 1 Karte  | hochgotische, dreischiffige Hallenkirche mit ⅝-Chorschluss                                                                                               |                                                                                             | 06.08.1990       | A/26            |
| BW                            | „Alter Friedhof“ Horstmar                                          | Bahnhofstraße Karte                  | | 1812 (Hochkreuz)                                                                            | 07.04.1992       | A/27            |
| BW                            | kombinierte Wind-/Wassermühle Schmedding                           | Ostendorf 62 Karte                   | achteckiger Bruchsteinstumpf (Mühlenstumpf) Kellergeschoss zweigeschossiger Ziegelsteinbau unter Satteldach (Maschinenhaus) Wehranlage Oberwasser, Teich | 1848 (Stumpf) 1910 (Maschinenhaus)                                                          | 12.10.1992       | A/28            |
| BW                            | Windkraftanlage                                                    | Haltern 43 Karte                     | | um 1940                                                                                     | 17.12.1992       | A/29            |
| BW                            | Haus Loreto                                                        | Haltern 72 Karte                     | Kötterhaus Waisenhaus Anbau mit Kapellenraum Ökonomiegebäude Lourdes-Grotte                                                                              | erste Hälfte des 19. Jahrhunderts (Kötterhaus) 1901 (Waisenhaus) 1914 (Anbau) 1904 (Grotte) | 10.02.1993       | A/30            |
| BW                            | Fertighaus „Haus Talblick“                                         | Niedern 41 Karte                     | ältestes Fertighaus im Kreis Steinfurt | 1924                                                                                        | 06.04.1993       | A/31            |
| BW                            | Wohnhaus und Werkstatträume der ehemaligen Glaserwerkstatt         | Südring 12 Karte                     | | um 1900                                                                                     | 08.04.1993       | A/32            |
| BW                            | ehemaliges Torwärterhaus des Schöppinger Tores                     | Schöppinger Straße 30 Karte          | verputztes Fachwerkhaus | 18. Jahrhundert                                                                             | 17.05.1993       | A/33            |
| BW                            | Bürgerhaus                                                         | Münsterstraße 18 Karte               | eingeschossiger, klassizistischer Putzbau unter Krüppelwalmdach                                                                                          | 1830                                                                                        | 17.05.1993       | A/34            |
| BW                            | ehemaliges Wohnhaus mit Wirtschaftsteil                            | Schloßstraße 1 a Karte               | eingeschossiges Bruchsteingebäude unter Satteldach | 16. Jahrhundert                                                                             | 30.09.1993       | A/35            |
| BW                            | Begräbniskapelle Schorlemer-Alst                                   | Leer Burgsteinfurter Straße Karte    | neugotische Friedhofskapelle aus Natursandsteinquadern unter gewalmten Satteldach                                                                        | 1890er Jahre                                                                                | 29.11.1993       | A/36            |
| BW                            | Speicher                                                           | Ostendorf 60 Karte                   | zweigeschossiger Natursteinspeicher unter Krüppelwalmdach                                                                                                | 1856                                                                                        | 29.11.1993       | A/37            |
| BW                            | Speicher                                                           | Am Bach 2 Karte                      | zweigeschossiger Putzbau unter Satteldach | 1582                                                                                        | 27.12.1993       | A/38            |
| BW                            | Speicher                                                           | Ostendorf 64 Karte                   | Bruchstein-/Fachwerkspeicher | 1743                                                                                        | 27.12.1993       | A/39            |
| BW                            | Hofkapelle mit Bildstock                                           | Niedern 13 Karte                     | Fachwerkkapelle unter Satteldach mit hochbarockem Bildstock                                                                                              | 19. Jahrhundert                                                                             | 21.01.1994       | A/40            |
| BW                            | Speicher                                                           | Niedern 1 Karte                      | Fachwerkspeicher unter Kehlbalkendach | 1805                                                                                        | 07.02.1994       | A/41            |
| BW                            | Speicher                                                           | Niedern 15 Karte                     | eingeschossiger Fachwerkspeicher | 1777 oder 1787                                                                              | 07.02.1994       | A/42            |
| BW                            | Speicher                                                           | Niedern 13 Karte                     | eingeschossiger Fachwerkspeicher unter Satteldach | letztes Viertel des 18. Jahrhunderts                                                        | 09.02.1994       | A/43            |
| BW                            | Bildstock                                                          | Niedern 13 Karte                     | Reliefdarstellung von Maria und Josef mit dem Jesuskind in einer Krippe auf Sandsteinsockel                                                              | 18. Jahrhundert                                                                             | 16.02.1994       | A/44            |
| BW                            | vier Torpfeiler an der Münster- und Schöppinger Straße             | bei Schöppinger Straße 13 Karte      | spätbarocke Torpfeiler | Mitte bis Ende des 18. Jahrhunderts                                                         | 29.06.1994       | A/45            |
| BW                            | Speicher                                                           | Schagern 3 Karte                     | zweigeschossiger Bruchstein-/Fachwerkbau unter Satteldach                                                                                                | 1692                                                                                        | 17.11.1994       | A/46            |
| BW                            | Josefstatue                                                        | Ostendorf 41 Karte                   | Figur des heiligen Josef auf Sockel | 1918                                                                                        | 17.11.1994       | A/47            |
| BW                            | Pietà                                                              | Ostendorf 47 Karte                   | Sandsteinfigur auf Sockel | 1878                                                                                        | 17.11.1994       | A/48            |
| BW                            | Wasserpumpe Südring                                                | Südring 2 Karte                      | gusseiserne Handwasserpumpe | 1870/1880                                                                                   | 17.11.1994       | A/49            |
| BW                            | Transformatorenturm                                                | Leer Burgsteinfurter Straße 11 Karte | Bruchsteinbau unter Satteldach | 1923                                                                                        | 22.12.1994       | A/50            |
|                               | Antoniuskapelle                                                    | an der Landesstraße 579              | Kapelle mit Ausstattung | 1770                                                                                        | 22.12.1994       | A/51            |
| BW                            | Kriegerehrenmal                                                    | Leer Kirchplatz Karte                | | 1925                                                                                        |                  | A/52            |
| weitere Bilder                | Wassermühle Janning                                                | Ostendorf 60 Karte                   | eingeschossige Bruchsteinmühle unter Walmdach Fachwerkhaus unter Satteldach                                                                              |                                                                                             | 04.10.1995       | A/53            |
| Kalvarienberg                 | Kalvarienberg                                                      | Leer Dorfstraße Karte                | Steinkreuz auf Sockel | 1863                                                                                        | 26.09.1996       | A/54            |
| BW                            | Heiligenfigur St. Antonius                                         | Ostendorf 35 Karte                   | | 1916                                                                                        | 24.09.1998       | A/55            |
| BW                            | Bildstock „Ölbergszene“                                            | Schagern 33 Karte                    | neugotischer Natursteinbildstock auf Sockel |                                                                                             | 25.09.1998       | A/56            |
| BW                            | Wegekapelle mit Bildstock                                          | bei Ostendorf 64 Karte               | neugotischer Sandsteinbildstock in Wegekapelle | um 1900 (Bildstock) 1930er Jahre (Kapelle)                                                  | 14.10.1998       | A/57            |
| BW                            | Bildstock „Grablegungsszene“                                       | Leer Kirchplatz 5 Karte              | neugotischer Bildstock auf Sockel |                                                                                             | 14.10.1998       | A/58            |
| BW                            | Wegekapelle mit Bildstock                                          | Niedern 2 Karte                      | Ziegelkapelle unter Satteldach barockes Relief | 1862 (Kapelle) 1790 (Bildstock)                                                             | 14.10.1998       | A/59            |
| BW                            | Bildstock „Beweinung von Jesus am Kreuze“                          | bei Niedern 89 Karte                 | | 18. Jahrhundert                                                                             | 14.10.1998       | A/60            |
| BW                            | Statue der Maria Immaculata in einer Grotte                        | Ostendorf 60 Karte                   | | um 1900                                                                                     | 15.10.1998       | A/61            |
| BW                            | Pietà in einer Nische                                              | Schagern 2 Karte                     | barocke Pietà in Gusssteinnische | Mitte des 18. Jahrhunderts (Pietà) um 1920 (Nische)                                         | 15.10.1998       | A/62            |
| BW                            | Statue des heiligen Nepomuk                                        | Schagern 14 Karte                    | spätbarocke Sandsteinplastik auf Kunststeinsockel | 1773                                                                                        | 15.10.1998       | A/63            |
| BW                            | Grollenburg                                                        | Grollenburg 1 Karte                  | | 18. Jahrhundert                                                                             | 21.12.1999       | A/64            |
|                               | sechs Grenzsteine der ehemaligen „Grenze der Grafschaft Steinfurt“ |                                      | an der nördlichen Gemeindegrenze |                                                                                             |                  | A/65            |